# Giuseppe Pezzella
Giuseppe Pezzella (Napels, 29 november 1997) is een Italiaans voetballer die doorgaans als linksback speelt. Hij verruilde Udinese in juli 2020 voor Parma.

## Clubcarrière
Pezzella werd geboren in Napoli en is afkomstig uit de jeugdopleiding van US Palermo. Op 6 december 2015 maakte hij zijn eerste optreden voor de club in de competitiewedstrijd tegen Atalanta Bergamo. Op 21 februari 2016 kreeg de linksachter zijn eerste basisplaats tegen AS Roma. In zijn eerste seizoen speelde Pezzella in totaal negen competitieduels.

## Interlandcarrière
Pezzella kwam uit voor meerdere Italiaanse nationale jeugdelftallen.